# José Carlo Fernández
José Carlos Fernández González (ur. 24 stycznia 1971 w Santa Cruz) – piłkarz boliwijski grający podczas kariery na pozycji bramkarza.

## Kariera klubowa
José Carlos Fernández karierę piłkarską rozpoczął w klubie Oriente Petrolero. W 1995 roku zadebiutował w jego barwach w pierwszej lidze boliwijskiej. 1997 spędził w Destroyers Santa Cruz, z którego przeszedł do lokalnego rywala – Bloomingu. Z Bloomingiem dwukrotnie zdobył mistrzostwo Boliwii w 1998 i 1999.
W 2000 wyjechał do Hiszpanii, gdzie został zawodnikiem drugoligowego klubu Córdoba CF. Po rozegraniu 5 meczów latem 2000 odszedł do meksykańskiego klubu Jaguares de Colima. Pierwszą część 2001 roku spędził w USA w New England Revolution, po czym po paru miesiącach powrócił do Meksyku, gdzie został zawodnikiem Tiburones Rojos de Veracruz.
W 2002 roku powrócił do ojczyzny do stołecznego Bolívaru. W 2002 roku został z nim mistrzem kraju. W 2004 wyjechał do Kolumbii i przez półtora roku występował w tamtejszych klubach Independiente Santa Fe i Deportivo Cali. Z Deportivo zdobył mistrzostwo Kolumbii w 2005. W pierwszej części 2006 roku Fernández występował w Chile w Club Universidad de Chile, z którego odszedł do Universitario Sucre. W 2009 po raz drugi występował w Bolívarze, z którym zdobył mistrzostwo Apertury.
Rok 2010 rozpoczął w Wenezueli w klubie Italia Caracas, z którego powrócił do swojego pierwszego klubu Oriente Petrolero, w którym po rozegraniu 9 meczów zdecydował się zakończyć piłkarską karierę. Na jej koniec po raz piąty został mistrzem Boliwii w turnieju Clausura.
| Sezon     | Klub                        | Kraj              | Rozgrywki           | Mecze | Bramki |
| --------- | --------------------------- | ----------------- | ------------------- | ----- | ------ |
| 1995      | Oriente Petrolero           | Boliwia           | LFPB                | 50    | 0      |
| 1996      | Oriente Petrolero           | Boliwia           | LFPB                | 0     | 0      |
| 1997      | Destroyers Santa Cruz       | Boliwia           | LFPB                | 20    | 0      |
| 1998      | Club Blooming               | Boliwia           | LFPB                | 30    | 0      |
| 1999      | Club Blooming               | Boliwia           | LFPB                | 25    | 0      |
| 2000      | Oriente Petrolero           | Boliwia           | Primera División    | 7     | 0      |
| 1999/2000 | Córdoba CF                  | Hiszpania         | Segunda División    | 5     | 0      |
| 2000/01   | Jaguares de Chiapas         | Meksyk            | Primera División    | 21    | 0      |
| 2001      | New England Revolution      | Stany Zjednoczone | Major League Soccer | 7     | 0      |
| 2001/02   | Tiburones Rojos de Veracruz | Meksyk            | Primera División    | 14    | 0      |
| 2002      | Club Bolívar                | Boliwia           | LFPB                | 26    | 0      |
| 2003      | Club Bolívar                | Boliwia           | LFPB                | 30    | 0      |
| 2004      | Club Bolívar                | Boliwia           | LFPB                | 9     | 0      |
| 2004      | Independiente Santa Fe      | Kolumbia          | Categoría Primera A | 16    | 0      |
| 2005      | Deportivo Cali              | Kolumbia          | Categoría Primera A | 15    | 0      |
| 2006      | Club Universidad de Chile   | Chile             | Primera División    | 1     | 0      |
| 2006      | Universitario Sucre         | Boliwia           | LFPB                | 9     | 0      |
| 2007      | Deportes Melipilla          | Chile             | Primera División    | 22    | 0      |
| 2008      | José Gálvez Chimbote        | Peru              | Primera División    | 18    | 0      |
| 2008      | Club Blooming               | Boliwia           | LFPB                | 7     | 0      |
| 2009      | Club Bolívar                | Boliwia           | LFPB                | 8     | 0      |
| 2009/10   | Italia Caracas              | Wenezuela         | Primera División    | 11    | 0      |
| 2010      | Oriente Petrolero           | Boliwia           | LFPB                | 9     | 0      |

## Kariera reprezentacyjna
W reprezentacji Boliwii Fernández zadebiutował 1998 roku. W 1999 uczestniczył w Copa América. Na turnieju w Paragwaju Fernández wystąpił we wszystkich trzech meczach z Paragwajem, Peru i Japonią. W tym samym roku uczestniczył również w Pucharze Konfederacji 1999. Na turnieju w Meksyku Fernández wystąpił we wszystkich trzech meczach z Egiptem, Arabią Saudyjską i Meksykiem. W 2004 po raz drugi uczestniczył w Copa América. Na turnieju w Peru Fernández był rezerwowym i nie wystąpił w żadnym meczu.
Ogółem w kadrze narodowej od 1998 do 2004 roku rozegrał 25 meczów.